# هيرمان بيرثيلسين
هيرمان بيرثيلسين (بالدنماركية: Hermann Berthelsen)، سياسي جرينلاندي في حزب السيوموت، وهو عمدة مدينة سيسيميوت الحالي منذ عام 2010  التابعة لبلدية كيكاتا. وكان عضواً سابقاً في المجلس البلدي لسيسميوت قبل تعيينه عمدة لها، وكذلك كان يعمل مدرساً.

## روابط خارجية
- هيرمان بيرثيلسين على موقع IMDb (الإنجليزية)